# 우시오 시게노스케
우시오 시게노스케(일본어: 潮 恵之輔, うしお しげのすけ, 1881년 8월 11일 ~ 1955년 1월 9일)는 일본의 내무 관료이자 정치인이다. 후에 내무대신 겸 문부대신, 마지막 추밀원 부의장을 맡았으며, 개헌론자로 활동 중인 우시오 마사토 (潮匡人)는 친족이다.
1881년, 시마네현에서 태어나 , 1907년 도쿄 제국대학 법과대학을 졸업한 후, 내무성에 들어갔다. 행정법 전문가로 활약하며, 위생국장, 지방국장 등을 지냈으며, 1928년 내무차관이 되어, 다나카 기이치 내각, 제2차 와카쓰키 내각의 차관을 맡은 뒤, 1931년 귀족원 칙선 의원이 되었다. 1932년, 사이토 내각에서 다시 내무차관을 맡아 문관임용령 (文官任用令) 개정, 선거 숙정 운동 (選挙粛正運動) 등에 관여하였다.
1936년, 히로타 내각에 내무대신 겸 문부대신, 1938년 추밀고문관이 되어 전후인 1946년, 시미즈 기요시 (清水澄)의 추밀원 의장 승진과 동시에 후임 부의장이 되었다. 일본국 헌법 시행과 동시에 추밀원이 폐지되었고, 후에 공직 추방으로 은퇴하였다.